# سوسن الفاخري
سوسن عادل الفاخري (مواليد 16 سبتمبر 1965) مدير مديرية الآثار العقبه  أردنية. 
ولدت سنة 1965 في العقبة، تعد أول خبيرة أردنية متخصصة في الآثار الغارقة تحت الماء. أنهت مرحلة البكالوريوس من الجامعة الأردنية بتخصص الآثار 1987، ومرحلة الماجستير من الجامعة الأردنية، تخصص آثار 1990 وكان عنوان أطروحتها «أواخر العصر الحجري النحاسي في الأردن في ضوء الحفريات الجديدة». أنهت مرحلة  الدكتوراه من جامعة مؤتة 2008 تخصص تاريخ إسلامي، وكانت أطروحتها تحت عنوان: «التراجم المقدسية في كتاب الضوء اللامع لأهل القرن التاسع» تحقيق وتحليل«، العصر المملوكي». حيث كانت أول من طرح نهج التحليل الكمي في الدراسات التاريخية في الوطن العربي.

## الدورات العلمية
- إدارة المواقع التاريخية والسياحية / جامعة ديبول / الولايات المتحدة الأمريكية / 2007.
- تسجيل وتوثيق المواقع الأثرية بواسطة نظام تحديد المواقع GPS ، اليونسكو/ دائرة الآثار العامة 2007.
- الإدارة الوسطى / معهد الإدارة العامة 2002.
- إدارة المتاحف / اليونسكو / جامعة اليرموك / 2000.
- الإدارة الوسطى والمتقدمة / معهد الإدارة العامة / 2007.
- الإسعافات الأولية للتحف في وقت قريب كما اكتشفت / اليونسكو / جامعة اليرموك / 1999.
- التدريب على اكتشاف التحف الغارقة - عملي / تركيا / أنطاليا / 2011.

## الانجازات العلمية
- أول من طرح نهج التحليل الكمي في الدراسات التاريخية في الوطن العربي من خلال أطروحة الدكتوراه.
- الحصول على المرتبة الأولى على المستوى الدولي في سياق البحث العلمي لجائزة القدس عاصمة الثقافة العربية التي عقدت في مركز الزيتونة في بيروت عام 2010 لأطروحة الدكتوراه «ترجمات القدس في المخطوطة»، للناس من القرن التاسع - عصر المملوكي، من بين 107 باحث خضعت أعمالهم للتحكيم من قبل 15 محكم مختص.

## المناصب التي شغلتها
شغلت الدكتورة الفاخري منصب مديرة آثار محافظة العقبة من 1991 - 2012، حيث كانت من أوائل المؤسسين للمديرية، وبالإضافة إلى ذلك عملت محاضِرة في جامعة الشرق الأوسط لطلاب الدراسات العليا 2011، ومحاضِرة في الجامعة الأردنية/2012، وعملت أيضا محاضِرة في معهد مادبا للفسيفساء/2013-2014 .

## الخبرات العملية
شاركت الدكتورة سوسن في أكثر من تسع حفريات وثلاث مسوحات اثرية بالإضافة إلى ست مشاريع ترميم. كانت مندوبة دائرة الآثار العامة مع بعثة جامعة شيكاغو في مشروع أيلة الإسلامي (1991-1998)، أيضاً عملت مندوبة دائرة الآثار العامة مع فريق جامعة شمال كارولينا في مشروع المدينة الرومانية في أيلة (1994 - 2002)، ومندوبة دائرة الآثار العامة مع المشروع الأردني الألماني في موقع حجيرة الغزلان (2000-2008).المشاركة في المسوحات الاثرية ما بين منطقة راس النقب والعقبة (1992-1993)، أيضاً قامت الدكتورة بالمشاركة من قبل الجانب الأردني مع بعثة معهد الاثار الفرنسي في مسوحات النقوش في وادي رم - الديسه (1999 - 2006)بالإضافة إلى عملها مديرة مشروع ترميم قلعة العقبة للسنوات 1991 , 1992 , 1995 , 1996 , 2000 , 2004 , 2008 . ومديرة مشروع ترميم موقع أيلة الإسلامي  من (1992 -1996) وفي 1999 , 2007 ومديرة مشروع ترميم المعبد النبطي في وادي رم (1996 - 2000).